# Saitis tauricus
Espèce
Synonymes
- Saitis taurica Kulczyński, 1905
- Euophrys pulchella Nosek, 1905 nec Peckham & Peckham, 1893
- Euophrys prinkipona Roewer, 1951

Saitis tauricus est une espèce d'araignées aranéomorphes de la famille des Salticidae.

## Distribution
Cette espèce se rencontre en Ukraine, en Géorgie, en Turquie, en Bulgarie, en Macédoine du Nord, en Grèce, en Italie et en Hongrie,.

## Description
Les mâles mesurent de 3,9 à 4,6 mm et les femelles de 4,6 à 5,9 mm.

## Systématique et taxinomie
Cette espèce a été décrite par Kulczyński en 1905.
Euophrys pulchella Nosek, 1905, préoccupé par Euophrys pulchella Peckham & Peckham, 1893, remplacée par Euophrys prinkipona par Roewer en 1951, a été placée en synonymie par Metzner en 1999.

## Étymologie
Son nom d'espèce lui a été donné en référence au lieu de sa découverte, la Tauride.

## Publication originale
- Kulczyński, 1905 : « Fragmenta arachnologica. I-IV. » Bulletin International de l’Académie des Sciences de Cracovie, vol. 1904, p. 533-568.